# Ameriška bukev
Ameriška bukev (znanstveno ime Fagus grandifolia) je listopadno drevo iz družine bukovk, ki je domorodna v Severni Ameriki.

## Značilnosti
Ameriška bukev povprečno zraste od 25 do 30 metrov, izjemoma pa tudi do 40 metrov visoko. Krošnja drevesa je piramidasta, deblo pa je ravno in močno in ima tanko, sivomodro lubje. Na bazi drevo požene številne stranske poganjke. Listi so jajčasti in grobo nazobčani, na veje pa so nameščeni premenjalno. Sprva so po zgornji strani poraščeni z gostimi, kratkimi dlačicami, kasneje pa postanejo svetleči in zeleno modre barve. Spodnja stran listov je svetlejše zelene barve. Listi so v povprečju dolgi od 6-12 cm. Drevo je enodomno, kar pomeni, da se na njem pojavljajo tako ženski kot moški cvetovi naenkrat.
Plod ameriške bukve je žir, ki je oranžno rdeče barve in poraščen z dogimi izrastki. V lupini, ki se zrela odpre v štiri dele se nahaja seme, s katerim se prehranjujejo živali, v preteklosti pa so ga za hrano uporabljali tudi ljudje.

## Razširjenost in uporabnost
Ameriška bukev se razmnožuje s semeni ali s stranskimi koreninskimi poganjki, dobro pa uspeva v rahlih, zmerno namočenih tleh. Ta vrsta uspeva na vzhodu ZDA in Kanade.
Ameriška bukev je gospodarsko pomebna vrsta. Les drevesa je trd, težak in trpežen, zaradi česar se uporablja za izdelavo pohištva, parketa in embalaže.